# أق قاسملو
أق قاسملو هي قرية في مقاطعة مشكين شهر، إيران. يقدر عدد سكانها بـ 233 نسمة بحسب إحصاء 2016.